# Цугба В'ячеслав Михайлович
В'ячеслав Михайлович Цугба (абх. Виачеслав Михаил-иҧа Цыгәба; 1 січня 1944, с. Ааци, Гудаутський район, Абхазька АРСР) — абхазький політичний діяч, прем'єр-міністр Абхазії в 1999—2001 роках.
У 1970 закінчив Сухумський педагогічний інститут, у 1978 — аспірантуру Академії громадських наук при ЦК КПРС. 
У 1973-1975 — 1-й секретар Абхазького обкому комсомолу, в 1975-1978 — 1-й секретар Очамчирського райкому КПРС, в 1978-1989 — заступник голови Ради міністрів Абхазької АРСР, був депутатом Верховної Ради Абхазької АРСР. У 1991-1999 — голова Центрвиборчкому Абхазії, з 1993 — член Кабінету міністрів. У 1999-2001 — прем'єр-міністр Абхазії.
Одружений, має двох дітей і трьох онуків.